# Pomatodelphis
Pomatodelphis és un gènere extint de cetacis de la família dels platanístids que tingueren una amplíssima distribució durant el Miocè, fa entre 7,2 i 18,5 milions d'anys. Se n'han trobat restes fòssils a Alemanya, el Brasil, els Estats Units i França. Les espècies d'aquest grup tenien el rostre més ample i pla que els seus parents moderns del gènere Platanista i estaven dotades d'una cresta facial. Eren un xic més petites que Zarhachis. A diferència dels seus parents vivents, que són dofins de riu, les espècies de Pomatodelphis vivien en hàbitats marins. El nom genèric Pomatodelphis podria ser una falta d'ortografia a l'hora d'escriure Potamodelphis. En aquest cas, significaria ‘dofí de riu’.